# Ithomia salcata
Ithomia salcata är en fjärilsart som beskrevs av William Schaus 1902. Ithomia salcata ingår i släktet Ithomia och familjen praktfjärilar. Inga underarter finns listade i Catalogue of Life.